# 纽约州馆
纽约州馆是一座历史性的世界博览会展馆，坐落于纽约皇后区法拉盛的法拉盛草原可乐娜公园。纽约州馆是由建筑师菲力普·约翰逊和理查德·福斯特以及结构工程师列夫·泽特林于1962年为1964年世界博览会设计的。

## 建筑
|  |

展馆由钢筋混凝土和钢结构建成，包括三个组成部分：“明日帐篷”、观景塔和“剧院”。
明日帐篷（Tent of Tomorrow）是椭圆形的，它有16根100英尺（30）高的钢筋水泥柱，这些柱子曾经支撑着世界上最大的悬索屋顶。帐篷的主楼层是由水磨石制作的纽约州德士古公路地图的大比例图样。博览会结束后，浮现出一个想法，要使用世界贸易中心的地板，但并没有实现。 
观景塔（Observation Towers）是三座水泥塔，最高的一座有226英尺（69）高。塔顶有观景平台，曾经可以通过最高（西侧）塔上的两部（现已拆除）“天空条纹舱”（Sky Streak capsule）电梯到达平台。南塔的平台高度为85英尺（26），北塔的高度为160英尺（49）。

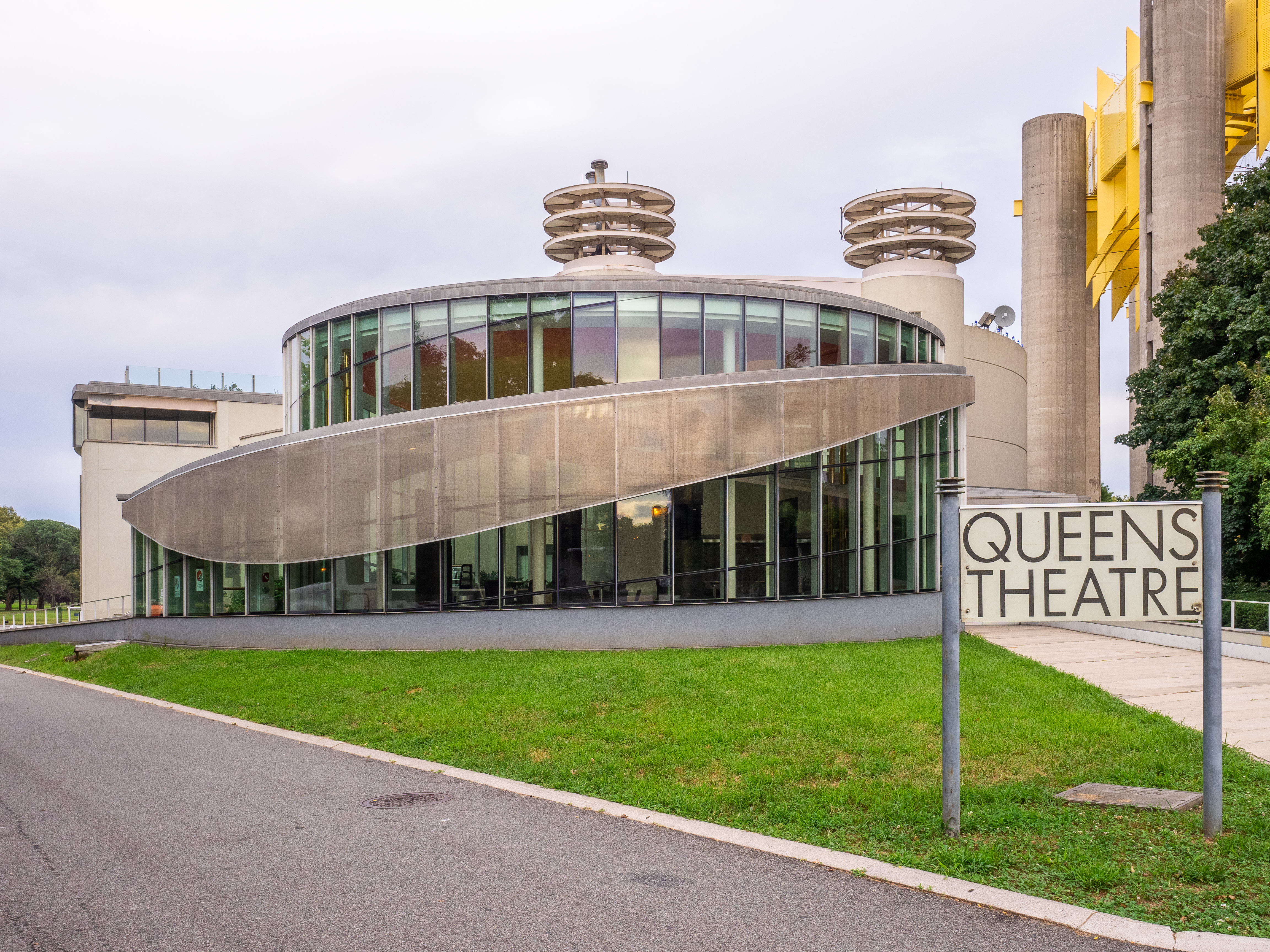
皇后剧场占据了以前剧院的位置（在玻璃结构后面被遮挡）

剧院（Theaterama）最初是单个鼓形的钢筋混凝土结构。1992到1993年和2008到2009年，在原始结构上进行了扩建。剧院是皇后园中剧场的主体，皇后剧场是一个表演艺术中心，用来制作和展示戏剧和舞蹈，以及儿童和文化节目。

## 世博会之后
纽约州馆是被保留下来以供将来使用的两座展馆之一，另一座是美国馆大楼。但是美国馆却从未被再次使用，并已严重恶化和破坏，最终在1977年被拆除。 
纽约州馆多次出现在电视和电影中，例如《McCloud》的一集、《巫师》、《黑超特警組》场景（和情节）的一部分，以及《钢铁侠2》中史塔克博览会（Stark Expo）的核心。在1969年的歌手碗音乐节上，它也是摇滚音乐会的举办地，音乐节的表演者包括齐柏林飞艇、感恩至死、詹姆斯·布朗、乔·科克尔、山塔那和当时的其他知名团体（海报广告见）。它也是1987年潜在巨星《不要开始》的首映单曲视频片段的拍摄地点。 
世博会闭幕后的几十年里，它成为一个废弃且严重被忽视的文物，屋顶消失了，曾经明亮的地板和墙壁也失去了光泽。1970年代后期，出于安全原因，曾经的红色天花板被拆掉了，水磨石地板也受制于各种因素而遭损坏。1994年，皇后剧场接管了该塔旁边的圆形剧院（Circarama），并继续使用废弃的国家馆作为储藏库在那儿运营。 
2014年4月22日星期二上午，为纪念世博会50周年，长期关闭的纽约州馆向公众开放了三个小时。由于展馆处于破败状态，参观者被要求戴上安全帽。该活动由纽约州馆粉刷项目（New York State Pavilion Paint Project）和纽约市公园举办。超过五千人参观了难得一见的明日帐篷内部，人数超过了预期。同日，国家历史保护信托基金还将该馆收录为国家宝藏。

### 修复计划

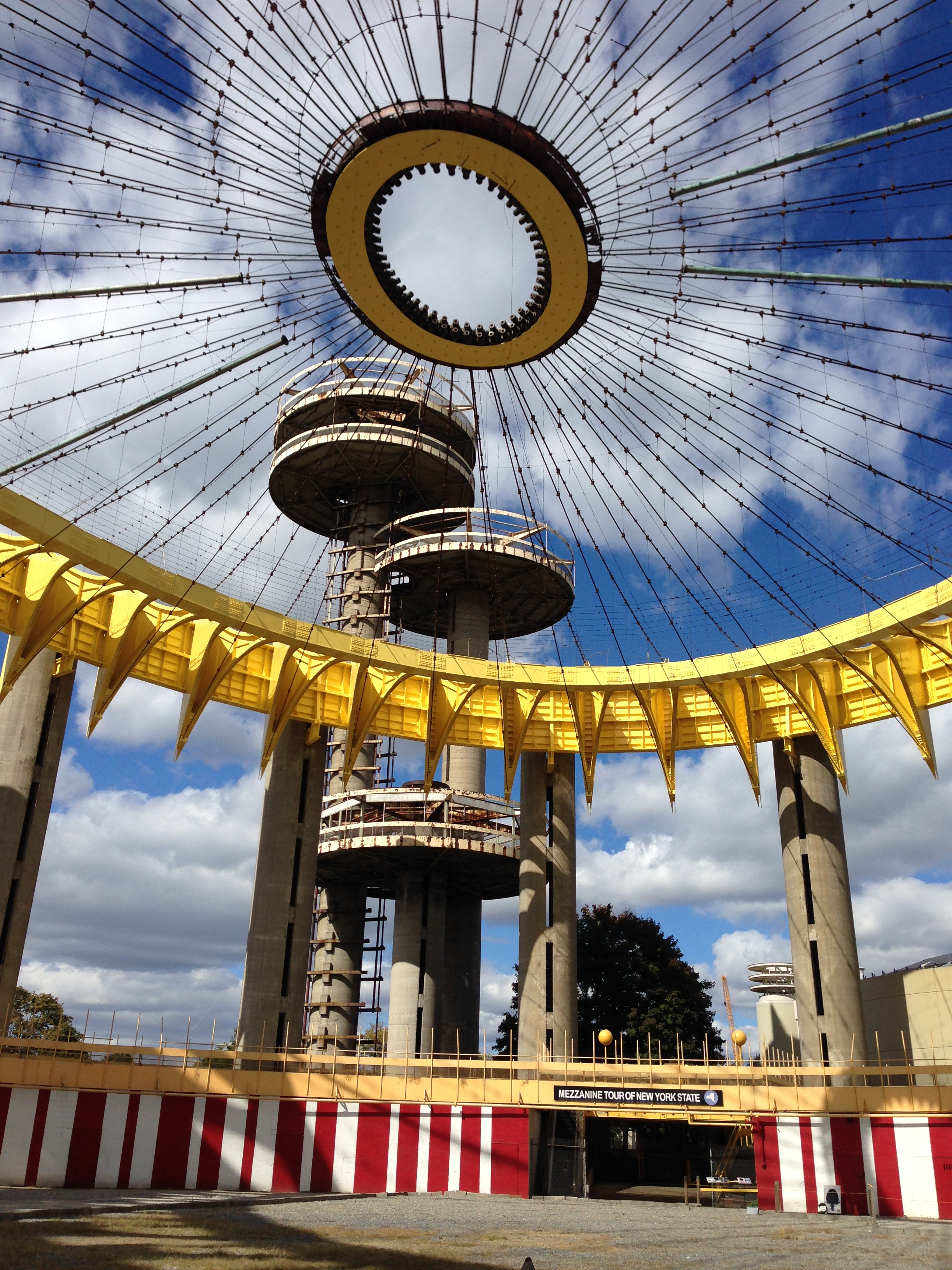
2015年重新粉刷后，主要结构的内部

宾夕法尼亚大学的研究人员在2008年作了一些保护和修复工作，有些地方团体倡议筹集资金来完成水磨石地板的修复。该馆于2009年被列入国家史迹名录。
2013年下半年，纽约市公园休闲局宣布计划用新的景观小径和活动空间来恢复该馆，预计耗资7300万美元，而拆除结构的费用为1400万美元。2014年初该馆开放50周年的纪念活动，重新引起了人们修复该馆的兴趣。2014年7月，该馆获得了约580万美元的修复费用。纽约大都会也捐了一些钱用于保护工作。但该馆在同月被纵火犯破坏。
2015年5月，纽约结构钢粉刷承包商协会（New York Structural Steel Painting Contractors Association），与纽约市公园以及国际油漆及伙伴贸易联盟（International Union of Painters and Allied Trades，第9地区理事会，806地方）成员一起宣布了一项工程，来重新粉刷明日帐篷生锈的钢框架。在小片测试油漆之后，选择了最匹配原始颜色的“美国奶酪黄”颜色。大部分工作由联盟的学员完成，材料由承包商提供，折算为300万美元的捐赠。所有工作已于2015年8月完成。
修复纽约州馆的两项拟议设计赢得了纽约市2018年度杰出设计奖（New York City's 2018 Annual Awards for Excellence in Design）。截至2018年6月，纽约市政府计划在2019年5月签订该馆的修复合同，合同总价为1425万美元。这项修复的计划工期为至多一年半。

## 在媒体上
在1997年的电影《黑衣人》的剧情中，圆形的观景平台实际上是飞碟，而1964年在皇后区举办世博会，是为了让外星人在地球上降落。佛罗里达环球影城有一个项目叫黑衣人：外星人的袭击，其外观就包含了两个观景台的复制品。
该馆是纪录片《现代遗迹：一座世博会展馆》（Modern Ruin: A World's Fair Pavilion）的主题，该片由制片人兼教师马修·席尔瓦（Matthew Silva）出品。这部纪录片于2015年5月22日在皇后剧场首映，皇后剧场原为“剧院”（Theatreama），是纽约州馆的第三部分。
2016年3月，“人人为馆”（People For the Pavilion）和国家历史保护信托基金发起了一场国际创意大赛，以使公众对该馆未来的可能性进行重新构想。
该地点曾在2008年视频游戏《侠盗猎车手IV》及其剧集中出现。